# Florence (Kentucky)
Florence es una ciudad ubicada en el condado de Boone en el estado estadounidense de Kentucky. En el Censo de 2010 tenía una población de 29951 habitantes y una densidad poblacional de 1117,2 personas por km². Está situada al norte del estado, formando parte del área metropolitana de Cincinnati, Ohio. 

## Geografía
Florence se encuentra ubicada en las coordenadas 38°59′14″N 84°38′49″O / 38.98722, -84.64694. Según la Oficina del Censo de los Estados Unidos, Florence tiene una superficie total de 26.81 km², de la cual 26.69 km² corresponden a tierra firme y (0.43%) 0.11 km² es agua.

## Demografía
Según el censo de 2010, había 29951 personas residiendo en Florence. La densidad de población era de 1.117,2 hab./km². De los 29951 habitantes, Florence estaba compuesto por el 87.14% blancos, el 4.53% eran afroamericanos, el 0.22% eran amerindios, el 2.99% eran asiáticos, el 0.16% eran isleños del Pacífico, el 2.64% eran de otras razas y el 2.31% pertenecían a dos o más razas. Del total de la población el 5.46% eran hispanos o latinos de cualquier raza.